# پلاسیبو
دارونَما (به لاتین: placebō، پلاکِبو از مصدرِ placeō به معنای «خوب خواهم شد») به استفاده از روش‌های درمانی صوری و تلقینی گفته می‌شود که می‌تواند با فریب بیمار، اثر مثبتی در روند بهبودی وی داشته باشد. اثر درمانی که از به کار بستن چنین روش‌هایی حاصل می‌شود را نیز اثر دارونما می‌نامند.
رایج‌ترین روش‌ها برای ایجاد اثر دارونما استفاده از دارونما (چیزی ظاهراً شبیه به دارو بدون هیچ اثر واقعی) و جراحی‌های دروغین است. در روند استفاده از دارونماها، یک قرص بدون اثر به بیمار داده می‌شود و به او گفته می‌شود که با خوردن این قرص حالش بهبود می‌یابد. البته بیمار نباید بفهمد که این قرص، قرص بی‌اثر است و شما در حال اجرای یک روند شبه‌دارویی بر روی وی هستید. آزمایش‌های پزشکان نشان داده است که این پدیدۀ روانی تأثیر بسیار بالایی در بهبود بسیاری از بیماران دارد.
شرکت‌های داروسازی در مسیر ساخت دارو از این نوع دارونما به عنوان کنترل گروه شاهد استفاده می‌کنند.